# Чемпионат Швеции по кёрлингу на колясках
Чемпионат Швеции по кёрлингу на колясках — ежегодное соревнование шведских команд по кёрлингу на колясках («паралимпийский кёрлинг»; англ. wheelchair curling). Чемпионат проводится с 2014 года (?). Организатором является Ассоциация кёрлинга Швеции (швед. Svenska Curlingförbundet).

## Годы и команды-призёры
Составы команд указаны в порядке: четвёртый, третий, второй, первый, запасной, тренер; cкипы выделены полужирным шрифтом.
| Год  | Золото | Серебро | Бронза |
| ---- | --- | --- | --- |
| 2014 | Sollefteå CK Burman (Шеллефтео) Патрик Бурман, Michael Sahlén, Кристина Уландер, Бернт Шёберг                             | Jönköping Curling Club Wadman (Йёнчёпинг) Noa Mikael, Kristoffer Wadman, Вильо Петерссон-Даль, Tommy Andersson, тренер: Mikael Peterson                      | Södertälje Rolling Stones (Сёдертелье) Ялле Юнгнелл, Гленн Иконен, Патрик Каллин, Ронни Перссон                                                                 |
| 2015 | Södertälje CK, Rolling Stones (Сёдертелье) Патрик Каллин, Кристина Уландер, Ронни Перссон, Анетте Вильгельм               | Jönköping CC Team Pettersson-Dahl (Йёнчёпинг) Jenny Sjöstrand, Вильо Петерссон-Даль, Матс-Ола Энгборг, Sara Lang, Tommy Andersson, тренер: Mikael Pettersson | Karlstad CK Team Swedaco (Карлстад) Mikael Larsson, Walter Jansson, Johanna Glennert, Roger Vercouteren, Tommy Andersson, Jerry Kyrk, тренер: David Vercouteren |
| 2016 | Södertälje CK, Rolling Stones (Сёдертелье) Ронни Перссон, Патрик Каллин, Кристина Уландер, Gert Erlandsson                | Jönköpings CC, Jönköpings Energi (Йёнчёпинг) Вильо Петерссон-Даль, Матс-Ола Энгборг, Sara Lang, Tommy Andersson                                              | Karlstads CK, Team Swedaco (Карлстад) Roger Vercouteren, Mikael Larsson, Walther Janson, Сабина Юханссон, Jerry Kyrk                                            |
| 2017 | Södertälje CK Rolling Stones (Сёдертелье) Патрик Каллин, Кристина Уландер, Ронни Перссон, Gert Erlandsson                 | Jönköping/Göteborg (Йёнчёпинг, Гётеборг) Сандра Реппе, Dick Stenberg, Silvo Belce, Bo Stork, тренер: Mikael Petersson                                        | Jönköpings CC Energi 1 (Йёнчёпинг) Вильо Петерссон-Даль, Sara Lang, Матс-Ола Энгборг, Tommy Andersson, тренер: Mikael Petersson                                 |
| 2018 | Jönköpings CC 1 (Йёнчёпинг) Вильо Петерссон-Даль, Матс-Ола Энгборг, Sebastian Blomberg, Tommy Andersson                   | Södertälje CK, Rolling Stones (Сёдертелье) Патрик Каллин, Маркус Хольм, Кристина Уландер, Gert Erlandsson                                                    | Karlstads CK, Team Rullarna (Карлстад) Walther Janson, Mikael Larsson, Сабина Юханссон, Johanna Glennert, Tommy Andersson                                       |
| 2019 | Jönköpings CK 3 (Йёнчёпинг) Silvo Belce, Mikael Petersson, Bo Stork, Konrad Elf                                           | Härnösands CK Ulander (Хернёсанд) Кристина Уландер, Gert Erlandsson, Маркус Хольм, Сандра Реппе                                                              | Jönköpings CK 1 (Йёнчёпинг) Вильо Петерссон-Даль, Матс-Ола Энгборг, Sebastian Blomberg, Tommy Andersson                                                         |
| 2020 | Jönköping Energi 1 (Йёнчёпинг) Вильо Петерссон-Даль, Матс-Ола Энгборг, Sebastian Blomberg, Tommy Andersson                | Härnösands CK Lag Ulander (Хернёсанд) Кристина Уландер, Ронни Перссон, Маркус Хольм, Сандра Реппе                                                            | Jönköping Energi 2 (Йёнчёпинг) Mikael Pettersson, Bo Stork, Konrad Elf, Silvo Belce                                                                             |
| 2021 | отменён из-за пандемии COVID-19                                                                                           | отменён из-за пандемии COVID-19 | отменён из-за пандемии COVID-19 |
| 2022 | Jönköping CC, Jönköping Energi 2 (Йёнчёпинг) Konrad Elf, Hans Petersson, Rebecka Carlsson, Mikael Peterson                | Härnösand CK, Ulander (Хернёсанд) Кристина Уландер, Сандра Реппе, Ронни Перссон, Маркус Хольм, Mikael Pettersson                                             | Jönköping CC, Jönköping Energi 1 (Йёнчёпинг) Tommy Andersson, Sebastian Blomberg, Матс-Ола Энгборг, Вильо Петерссон-Даль                                        |
| 2023 | Karlstads CK, Rullarnas 2 (Карлстад) Åsa Lie, Anders Sjösten, Сабина Юханссон, Johanna Glennert                           | Jönköping CC, Energi 1 (Йёнчёпинг) Tommy Andersson, Sebastian Blomberg, Матс-Ола Энгборг, Вильо Петерссон-Даль                                               | Härnösands CK (Хернёсанд) Сандра Реппе, Кристина Уландер, Маркус Хольм                                                                                          |
| 2024 | Härnösands CK, Ulander (Хернёсанд) Сандра Реппе, Кристина Уландер, Маркус Хольм                                           | Amatörföreningens CK, Rolling Stones (Сундбюберг) Анетте Вильгельм, Ронни Перссон, Stefan Vegeborn                                                           | Jönköpings CC, Jönköping Energi 2 (Йёнчёпинг) Hans Pettersson, Rebecka Carlsson, Mikael Peterson                                                                |
| 2025 | Jönköpings CC, Jönköping Energi 1 (Йёнчёпинг) Вильо Петерссон-Даль, Матс-Ола Энгборг, Tommy Andersson, Sebastian Blomberg | Jönköpings CC, Jönköping Energi 2 (Йёнчёпинг) Rebecka Carlsson, Кристина Уландер, Mikael Peterson, Konrad Elf                                                | Karlstads CK, Rullarnas (Карлстад) Åsa Lie, Anders Sjösten, Сабина Юханссон, Johanna Glennert, тренер: Stefan Eriksson                                          |